# IPhone X
IPhone X (numeral romà "X", pronunciat "deu") és un telèfon intel·ligent dissenyat, desenvolupat i comercialitzat per l'empresa Apple Inc. Aquest és l'onzena generació de iPhone. L'executiu en cap (CEO) Tim Cook va anunciar l'iPhone X el 12 de setembre del 2017, juntament amb l'iPhone 8 i l'iPhone 8 Plus al teatre Steve Jobs del Apple Park. L'iPhone X està posicionat en la gama més alta i disposa de la més alta tecnologia tals com càrrega sense fils, pantalla OLED, càmara dual amb detecció de profunditat i sistema de reconeixement facial. El telèfon va ser llançat el 3 de novembre de 2017, marcant el desè aniversari de la sèrie IPhone.

## Història
Abans de la seva presentació, es van filtrar algunes de les característiques del nou iPhone a través del firmware de Homepod, el qual conté la majoria del codi base dels telèfons. Algunes d'aquestes indicaven que l'iPhone X comptaria amb una pantalla OLED i introduiria un nou sistema de desbloquejament a través d'un sistema de reconeixement facial conegut com a FaceID, el que comportaria la desaparició del característic botó d'inci.

## Maquinari
Característiques generals :
| Component                   | Tipus                                          | Paràmetres                                  |
| --------------------------- | ---------------------------------------------- | ------------------------------------------- |
| Pantalla                    | OLED                                           | 2436×1125 px                                |
| CPU                         | A11 Bionic SoC 10 nm                           | 2.39 GHz hexa-core 64-bit Coprocessador M11 |
| Memòria RAM                 | 3 GB LPDDR4X                                   |                                             |
| Memòria Flaix               | 64 o 256 GB                                    |                                             |
| Identificació               | Reconeixement facial                           |                                             |
| Wi-Fi                       | 802.11ac Wi‑Fi amb MIMO                        |                                             |
| Bluetooth                   | 5.0                                            |                                             |
| NFC                         | Sí                                             |                                             |
| Localització                | Assisted GPS, GLONASS, Galileo, i QZSS iBeacon |                                             |
| Càmera posterior            | Doble sensor 12 Mpixel                         | 6 elements òptics Obertura f/1,8 i f/2,4    |
| Càmera frontal              | 7 Mpixel                                       | Obertura f/2.2                              |
| Càrrega                     | Sense fils amb protocol Qi                     |                                             |
| Bateria                     | 10,35Wh                                        |                                             |
| Alataveus                   | 2 Estéreo                                      |                                             |
| Grau IP                     | IP67                                           | Resistent a aigua i pols                    |
| Jack Àudio                  | No                                             | Només Lightning                             |
| VoLTE (àudio amb quialitat) | Sí                                             |                                             |

Característiques més tècniques :
| FUncionalitat                                        | Descripció /Referència de fabricant                              |
| ---------------------------------------------------- | ---------------------------------------------------------------- |
| Bateria                                              | Bateria dual de10,35Wh total                                     |
| PCB                                                  | 20 capes amb 2 nivells (components en 3D)                        |
| CPU                                                  | Apple APL1W72 A11 Bionic SoC                                     |
| RAM                                                  | H9HKNNNDBMAUUR 3 GB LPDDR4x de SK Hynix                          |
| Memòria flaix                                        | TSB3234X68354TWNA1 64 GB de Toshiba                              |
| LTE                                                  | WTR5975 i MDM9655 Snapdragon X16 de Qualcomm                     |
| Amplificadors RF                                     | AFEM-8072 de Broadcom                                            |
| Controlador tàctil                                   | BCM15951 de Broadcom                                             |
| Wi-Fi/Bluetooth                                      | 170821 339S00397 d'Apple USI                                     |
| NFC                                                  | 80V18 PN80V de NXP                                               |
| PMIC                                                 | 338S00341-B1 i 338S00306 de Dialog Semiconductor Apple 338S00306 |
| Carregador de bateria                                | 78AVZ81 de Texas Instruments                                     |
| Carregador sense fils norma Qi                       | BCM59355 de Broadcom                                             |
| Audio codec                                          | Apple 338S00248                                                  |
| Amplificador d'àudio                                 | 338S00296 d'Apple/Cirrus Logic                                   |
| USB Type-C                                           | Cypress CYPD2104                                                 |
| Sensor de proximitat ToF                             | STMicroelectronics                                               |
| Sensor Càmares RGB                                   | Sony                                                             |
| Sensor càmara infraroja (visió 3D)                   | STMicroelectronics                                               |
| Projector de punts IR : Escàner de llum estructurada | LUMENTUM                                                         |
| Sensor llum ambient i color                          | AMS                                                              |

### Hardware
L'Iphone X compta amb una pantalla anomenada Super Retina HD de 5.8 polzades de tipus OLED que cobreix les games de color DCI-P3 i sRGB, i a més és compatible amb imatges d'alt rang dinàmic (HDR). També inclou la tecnologia True Tone que es troba en l'IPad Pro i altres dispositius de la companyia, i compta amb una lluentor màxima típica de 625 cd/m2.
El sistema de desbloqueig Face ID remplaça per complert a Touch ID en aquest model. Una càmara d'infrarojos llegeix un patró de punts que s'emeten des d'un projector de punts invisible sobre la cara de l'usuari, creant un mapa facial únic, capturant una imatge de la cara, i envia les dades a l'element segur del chip A11 Bionic (que conté un motor neuronal d'intel·ligència artificial dedicat) per contrastar la cara de l'usuari amb l'emmagatzemada en l'element segur. L'il·luminador infraroig ajuda a identificaar la cara de l'usuari en la foscor. El projector de punts sitúa més de 30.000 punts invisibles sobre la cara per crear un mapa facial únic. El sistema no funcionarà amb els ulls tancats o no mirant al telèfon, impedint l'accés si no s'està mirant activament la pantalla del dispositiu.
L'Iphone X compta amb dues càmeres posteriors de 12Mpx. La primera és de gran angular amb lent de sis elements, autofocus, filtre infraroig, mode ràfega, apertura f/1.8, i estabilització òptica i digital d'imatge. Pot grabar vídeos de 4K a 24, 30 o 60 FPS; o 1080p a 30 o 60 FPS; vídeo de càmera lenta (1080p a 120 o 240 FPS), i càmera ràpida amb estabilització. Pot capturar fotos panoràmiques, així com reconèixer les cares incloses en la fotografia. La segona càmera fa la funció de teleobjectiu i disposa d'un zoom òptim x2-arriba digitalment a un zoom de x10-, apertura f/2.4 i estabilització d'imatge òptica. També té un flash de quatre ledes anomenat True Tone.
L'IPhone X conté el sistema en chip A11 Bionic d'Apple, que és un procesador de sis nuclis, fabricat amb un procés litogràfic de 10 nm. Inclou un motor neuronal, que és un accelerador de càlculs d'intel·ligència artificial, en la seva majoria interferències per reconèixer el rostre de l'usuari i els gestos que fa, a més d'un coprocessador de moviment M11 integrat.

### Programari
L'iPhone X consta de la versió d'iOS 11.0.1. El botó d'inici es substitueix per gestos similars als de Nokia N9 i WebOS, però algunes característiques com Sirii Apple Pay requeriran el nou botó lateral.

### Pantalles que no responen
Apple ha confirmat una actualització de software per solucionar el problema de la pantalla tàctil de l'Iphone X que feia referència a deixar de respondre temporalment quan es trasllada, de cop, a una àrea de baixa temperatura.